# Carlos Boyl
Carlos Boyl Vives de Cañamás (Valencia, 1577 - íd., 1618), dramaturgo prelopista y poeta español del Siglo de Oro.
Es autor de una única comedia: El marido asegurado, publicada en el Norte de la poesía española illustrado del sol de doze comedias (que forman segunda parte) de laureados poetas valencianos : y de doze escogidas loas y otras rimas a varios sugetos (Valencia: En la Impr. de Felipe Mey, a costa de Filipo Pincinali, Mercader de libros de la Plaza Villarrasa, 1616). En ella presenta un problema de celos provocados por la existencia de un antiguo amante de la dama. Todo se resuelve felizmente con el obligado matrimonio de los protagonistas. En ese mismo Norte de la poesía española publicó un interesante romance "A un licenciado que deseaba hacer comedias" en el que expone los principios fundamentales del arte teatral. Sus preceptos son de orden práctico: tres jornadas de mil versos cada una, no abusar del monólogo, huir de los versos largos, mantener la intriga y mezclar lo trágico y lo cómico:
Ellas, pues, habrán de ser
ni tan bravas ni tan tiernas
que den por uno en lloronas
y den por otro en sangrientas.
Los preceptos de Carlos Boyl y los de Lope de Vega en su Arte nuevo de hacer comedias en este tiempo (1609) eran muy similares. Boyl murió en 1618 de unas cuchilladas que le dieron al salir de la Catedral de Valencia.
- Datos: Q5749888
- Multimedia: Carlos Boyl / Q5749888